# Delfina Thome
María Delfina Thome (Mendoza, 10 de septiembre de 1996) es una jugadora argentina de hockey sobre césped.

## Carrera deportiva
Thome se formó deportivamente en Liceo Rugby Club. En 2019 debutó en la Selección nacional. En 2022 fue subcampeona de la Copa Mundial, tras caer ante Países Bajos en la final disputada en Tarrasa.